# Управа за спречавање прања новца (Србија)
Управа за спречавање прања новца је орган управе у саставу Министарство финансија који је надлежна за обављање финансијско-информационе послове прикупља, обрађује, анализира и прослеђује надлежним органима информације, податке и документацију коју прибавља у складу са овим законом и врши друге послове који се односе на спречавање и откривање прања новца и финансирања тероризма у складу са Законом о спречавању прања новца и финансирања тероризма.